# Venedig – als hätten wir geträumt
Venedig – als hätten wir geträumt ist ein experimenteller Dokumentarfilm von Wolfgang Ettlich und Hans Albrecht Lusznat aus dem Jahre 2000. Es ist bis heute der längste ausschließlich mit Steadicam gedrehte Film, der seine Geschichte durchgängig in einer Einstellung erzählt.

## Handlung
Es ist sieben Uhr morgens – Venedig macht sich bereit für den Tag. Der Blick der Kamera gleitet über das dunkle Wasser, in den Wellen bricht sich das gelbe Licht des Sonnenaufgangs. Ein Transportboot fährt die Kamera zwischen der Giudecca und den Zattere in die noch unberührte Stadt hinein.
Auf einem frühmorgendlichen Gang führt uns die Kamera durch den Stadtteil Dorsoduro. Hier leben Studenten, Arbeiter und kleine Geschäftsleute: die Venezianer. Wie auf einem Spaziergang fängt die Kamera das Alltagsleben der Menschen, fernab von den Touristenströmen, ein. Das sind die schönsten Stunden des Tages, in denen Venedig den Venezianern gehört: dem Straßenkehrer, dem Käsehändler, dem Schuster, der alten Weinhändlerin, dem Transporteur, dem Barbesitzer …
Die Kamera zeigt ohne Unterbrechung in einer 118 Minuten währenden Einstellung das Alltagsgesicht Venedigs: zufällig und doch bestimmt durch das, was hier schon immer das Leben ausmachte.
Der Film ist ein Gleiten über Brücken, an Kanälen vorbei und durch Gassen, von denen aus sich Plätze öffnen, um dann wieder in die enge und das Labyrinth der Stadt einzutauchen. Entlang dieser visuell berauschenden Steadicamfahrt begegnet die Kamera – im Stil von cinema directe – immer wieder Personen, die in Venedig zu Hause sind und uns einen persönlichen Einblick in ihr Leben geben.

## Produktion und Hintergrund
Der Film wurde am 7. Juni 2000 nahezu in Echtzeit zwischen 7.30 und 9.30 Uhr gedreht. Als Kamera kam ein Sony Digitalbetacam Kamerarekorder DVW790 zum Einsatz. Die Laufzeit der Kassetten betrug nur 40 Minuten, so dass zwei Wechsel notwendig wurden, die im Bild in einer Fahrt über eine Wand versteckt sind. Durch je eine Wischblende sind die beiden Kassettenwechsel nahezu unsichtbar. Die Aufnahmen wurden beim Kassettenwechsel auch nur für ca. zwei Minuten unterbrochen. Die Vorbereitungszeit betrug über eine Woche; der Gang wurde an mehreren Tagen zur entsprechenden Zeit ohne Kamera geprobt.
Venedig – Als hätten wir geträumt ist wahrscheinlich der einzige Film, der im Katalog eines Filmfestivals abgedruckt war, bevor für ihn auch nur ein einziger Meter gedreht wurde. Die Nachbearbeitung von Bild und Ton fand innerhalb einer Woche statt, dann wurde das Videomaterial für die Kinofassung auf 35-mm-Film transferiert und mit Untertiteln versehen. Der Film lief zum ersten Mal auf dem Filmfest München am 24. Juni 2000 im Arri Kino.

## Kritiken
„Venedig ist eine geheimnisvolle Stadt, eine Stadt, die schon viele Künstler inspirierte. Thomas Mann setzte ihr mit ‚Tod in Venedig‘ ein Denkmal, Daphne du Maurier mit ‚Wenn die Gondeln Trauer tragen‘. Seit 1987 ist die Stadt Weltkulturerbe der UNESCO. In ‚Venedig – Als hätten wir geträumt…‘ … erlebt man die Menschen der Lagunenstadt am Morgen, den Alltag und das, was fern der Touristenströme geschieht. Dabei wird der Zuschauer zum Filmemacher, der selbst durch Venedig geht.“

„Ein reizvoller Dokumentarfilm, der das Alltagsgesicht einer ‚Traumstadt‘ vorstellt und zum Erkunden und Genießen einlädt. Er wurde mit Steadycam in fast einer einzigen Einstellung gedreht und strahlt viel Ruhe und Gelassenheit aus; um so störender sind die allzu schlichten Fragen, die die Autoren aus dem Off an die Bewohner richten.“